# Jan Nedvěd ml.
Jan Nedvěd ml. (* leden 1972) je český folkový zpěvák, hudební skladatel, kytarista, podnikatel, syn folkového zpěváka Jana Nedvěda.

## Život
Vyrůstal v rodině muzikantů a ve svých čtrnácti letech založil skupinu Pražce, s níž vyhrál na hudebním festivalu Porta. V roce 1993 založil skupinu Příbuzní, která doprovázela na koncertech Františka Nedvěda. V roce 1999 založil skupinu Poklad, která až do roku 2004 doprovázela na koncertech jeho otce Jana Nedvěda. Kromě hudby je majitelem autoservisu. Od roku 2003 se skupinou Příbuzní podniká koncertní turné po Česku a Slovensku.

## Diskografie

### Sólová
- 2000 Jsme tu cizí – Universal Music, CD[4]

### Skupina Příbuzní
- 1994 Hrnek – Popron Music, MC, CD
- 1995 Zvonění – Popron Music, MC ,CD
- 1997 Schránka – BMG Music, CD
- 1998 Malůvky – BMG Ariola, CD
- 2003 Podzimní bál – Universal Music, CD

### Další
- 2001 Tak jsem to tu miloval – Jan Nedvěd – Universal Music, CD – hudební režie[5]
- 2004 30 let písniček Honzy Nedvěda – Jan Nedvěd – Milton, CD – zpěv s kapelou Příbuzní, hudební a zvuková režie, mix a mastering
- 2013 Souhvězdí Jisker – Bratři Nedvědi – hudební režie – producent – zpěv, kytary